# Orthosiphon
Ne doit pas être confondu avec Anthosiphon.
Genre
Classification phylogénétique
Orthosiphon est un genre de plantes à fleurs de la famille des Lamiaceae.
Orthosiphon aristatus  (O. stamineus) est parfois appelé thé de Java du fait de son origine indonésienne.

## Propriétés pharmacologiques
La feuille et la sommité florale ont des propriétés diurétiques et cholagogues (facilite l'élimination de la bile). La plante n'a pas d'utilité dans les régimes amincissants, la masse perdue ne correspond pas à de la graisse mais à de l'eau (aucun effet à long terme).

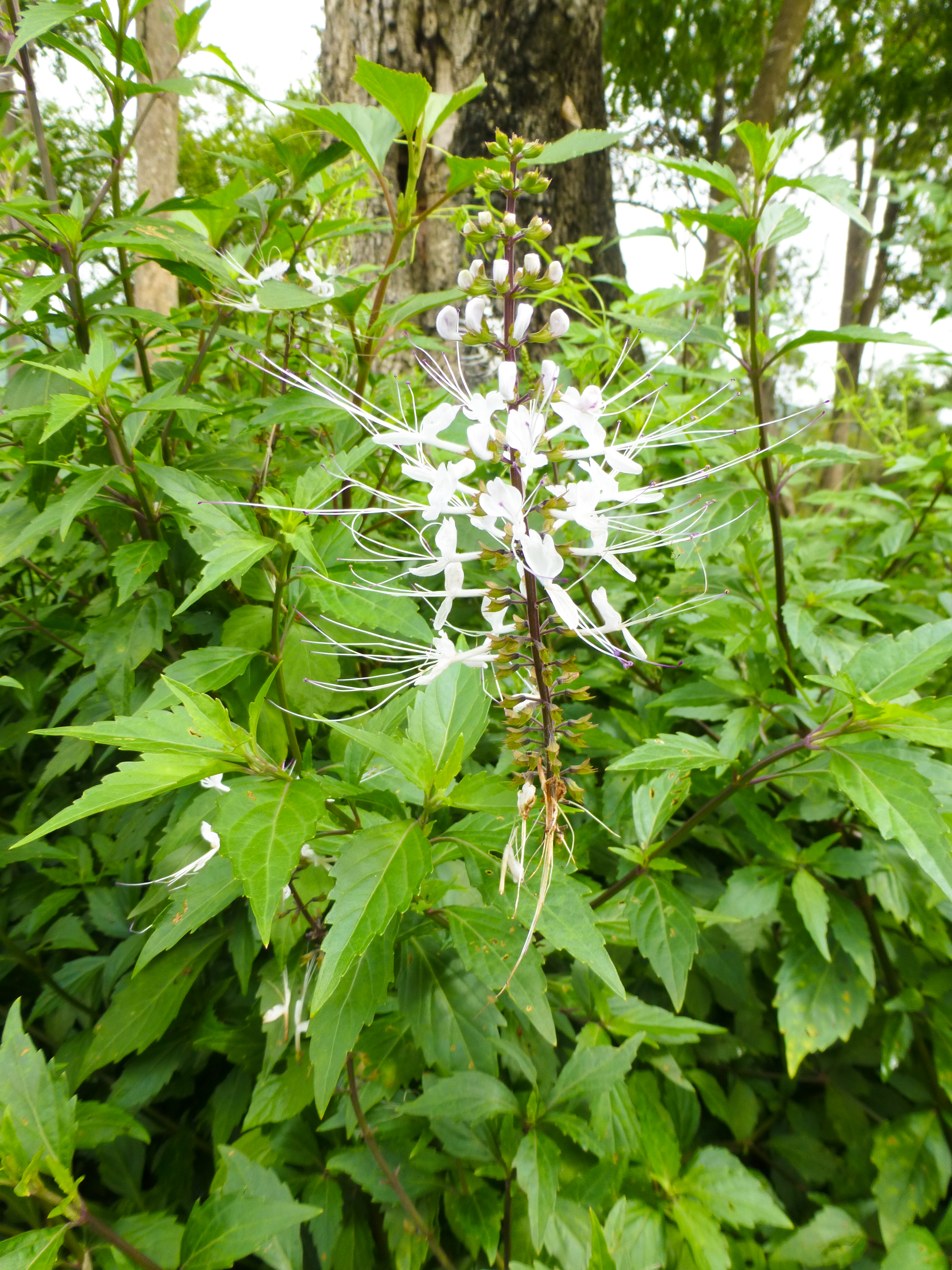
Orthosiphon en fleurs, au Jardin botanique de la reine Sirikit, en Thaïlande.

## Liste d'espèces
Selon World Checklist of Selected Plant Families (WCSP) (8 février 2012) :
- Orthosiphon adenocaulis A.J.Paton & Hedge, (1998).
- Orthosiphon allenii (C.H.Wright) Codd, (1964).
- Orthosiphon argenteus A.J.Paton & Hedge, (1998).
- Orthosiphon aristatus (Blume) Miq., (1858).
  - Orthosiphon aristatus var. aristatus.
  - Orthosiphon aristatus var. velteri Suddee & A.J.Paton, (2005).
- Orthosiphon biflorus A.J.Paton & Hedge, (1998).
- Orthosiphon bullosus Chiov., (1915).
- Orthosiphon cladotrichos Gürke (1895).
- Orthosiphon cuanzae (I.M.Johnst.) A.J.Paton, (1995).
- Orthosiphon discolor A.J.Paton & Hedge, (1998).
- Orthosiphon ellipticus A.J.Paton & Hedge, (1998).
- Orthosiphon exilis A.J.Paton & Hedge, (1998).
- Orthosiphon ferrugineus Balf.f., (1884).
- Orthosiphon fruticosus Codd, (1964).
- Orthosiphon glandulosus C.E.C.Fisch., (1930).
- Orthosiphon hanningtonii (Baker) A.J.Paton, (1992).
- Orthosiphon humbertii Danguy, (1926).
- Orthosiphon incurvus Benth. in N.Wallich, (1830).
- Orthosiphon lanatus Doan ex Suddee & A.J.Paton, (2005).
- Orthosiphon miserabilis A.J.Paton & Hedge, (1998).
- Orthosiphon newtonii Briq., (1903).
- Orthosiphon nigripunctatus G.Taylor, (1931).
- Orthosiphon pallidus Royle ex Benth., (1833).
- Orthosiphon parishii Prain, (1890).
- Orthosiphon parvifolius Vatke, (1881).
- Orthosiphon pseudoaristatus Suddee, (2005).
- Orthosiphon robustus Hook.f., (1885).
- Orthosiphon rotundifolius Doan ex Suddee & A.J.Paton, (2005).
- Orthosiphon ruber A.J.Paton & Hedge, (1998).
- Orthosiphon rubicundus (D.Don) Benth. (1830).
  - Orthosiphon rubicundus var. hainanensis Y.Z.Sun ex C.Y.Wu, (1965).
  - Orthosiphon rubicundus var. rubicundus.
- Orthosiphon sarmentosus A.J.Paton & Hedge, (1998).
- Orthosiphon scapiger Benth. in N.Wallich, (1830).
- Orthosiphon scedastophyllus A.J.Paton, (1995).
- Orthosiphon schimperi Benth. (1848).
- Orthosiphon schliebenii A.J.Paton, (2009).
- Orthosiphon thymiflorus (Roth) Sleesen, (1959).
- Orthosiphon truncatus Doan ex Suddee & A.J.Paton, (2005).
- Orthosiphon vernalis Codd, (1964).
- Orthosiphon violaceus Briq., (1894).
- Orthosiphon wattii Prain, (1897).
- Orthosiphon wulfenioides (Diels) Hand.-Mazz., (1930).
  - Orthosiphon wulfenioides var. foliosus E.Peter, (1937).
  - Orthosiphon wulfenioides var. wulfenioides.

Orthosiphon thymiflorus.
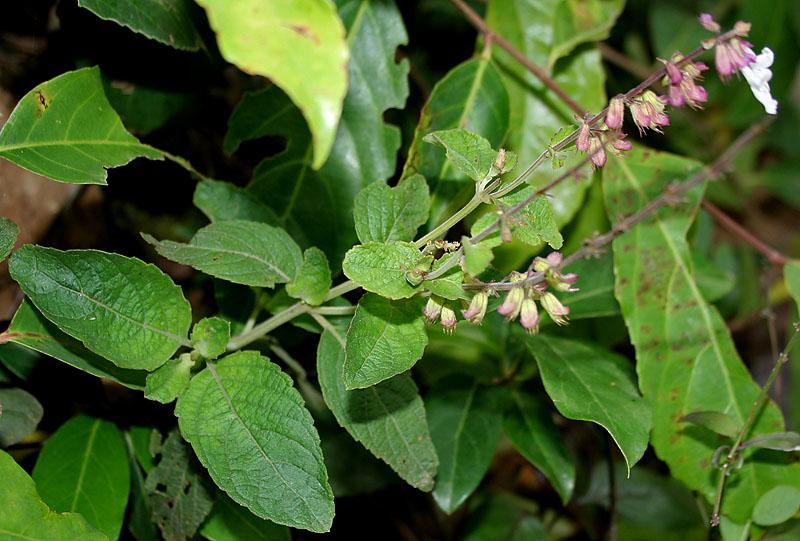
Orthosiphon thymiflorus.
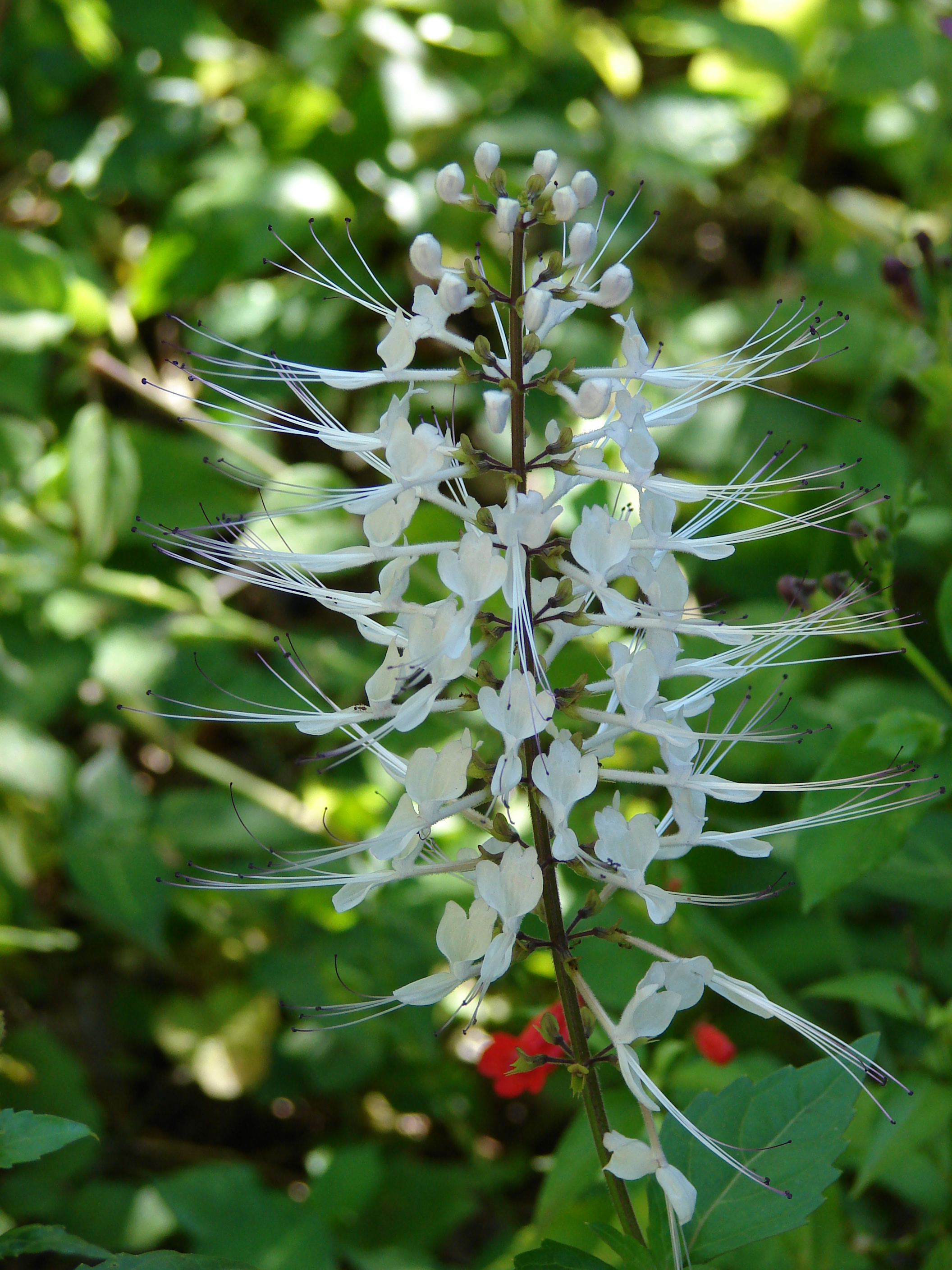
Orthosiphon aristatus.
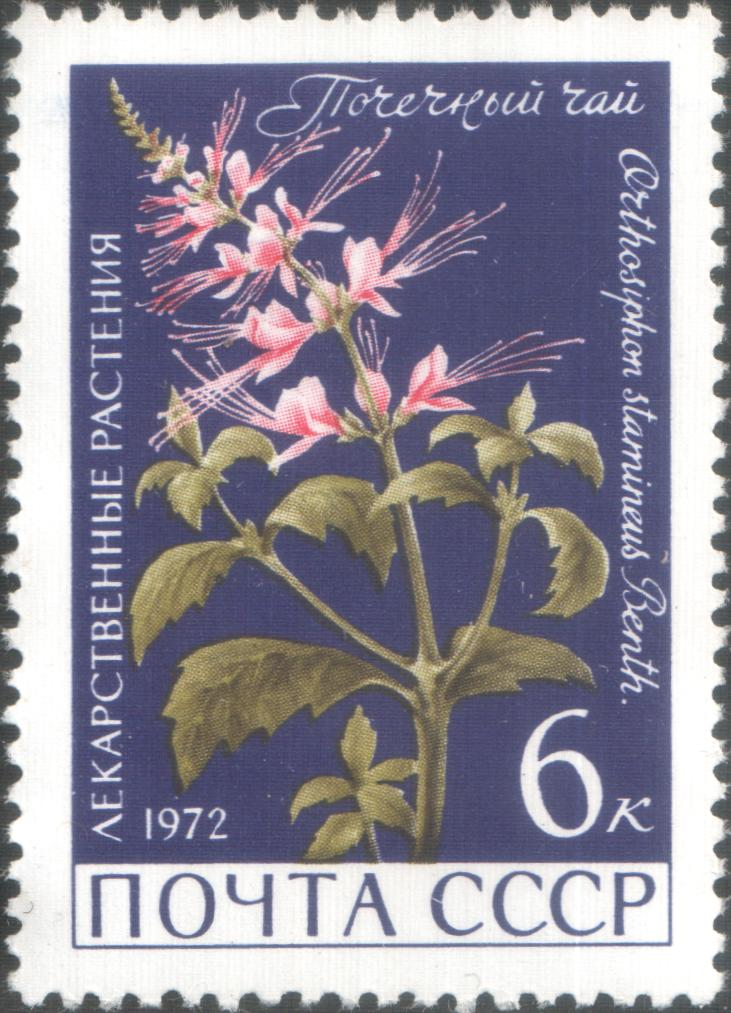
Orthosiphon aristatus.

## Espèces aux noms synonymes, obsolètes et leurs taxons de référence
Selon World Checklist of Selected Plant Families (WCSP) (8 février 2012) :
- Orthosiphon adornatus Briq., (1894) = Syncolostemon welwitschii (Rolfe) D.F.Otieno, (2006).
- Orthosiphon adornatus var. oblongifolius Briq., (1894) = Syncolostemon welwitschii (Rolfe) D.F.Otieno, (2006).
- Orthosiphon adscendens Benth. ex Sweet, (1830) = Ocimum filamentosum Forssk., (1775).
- Orthosiphon affinis N.E.Br. (1910) = Syncolostemon affinis N.E.Br., (2006).
- Orthosiphon albiflorus N.E.Br. (1910) = Syncolostemon albiflorus (N.E.Br.) D.F.Otieno, (2006).
- Orthosiphon amabilis (Bremek.) Codd, (1964) = Ocimum labiatum (N.E.Br.) A.J.Paton, (1999).
- Orthosiphon ambiguus Bolus, (1881) = Plectranthus ambiguus  (Bolus) Codd, (1964).
- Orthosiphon angolensis G.Taylor, (1931) = Ocimum fimbriatum var. fimbriatum
- Orthosiphon asperus (Roth) Benth. ex Sweet, (1830) = Plectranthus barbatus var. barbatus
- Orthosiphon atacorensis A.Chev., (1920), pro syn. ) = Orthosiphon rubicundus var. rubicundus
- Orthosiphon australis Vatke, Linnaea 40: 179 (1876) = Orthosiphon thymiflorus (Roth) Sleesen, (1959).
- Orthosiphon bartsioides Baker (1900) = Fuerstia bartsioides  (Baker) G.Taylor, (1932).
- Orthosiphon bigibber Chiov., (1935) = Endostemon tereticaulis  (Poir.) M.R.Ashby,  (1936).
- Orthosiphon bodinieri Vaniot, (1904) = Isodon lophanthoides var. lophanthoides
- Orthosiphon bolusii N.E.Br. (1910) = Syncolostemon bolusii (N.E.Br.) D.F.Otieno, (2006).
- Orthosiphon brachystemon Deflers, (1896). Unplaced Name
- Orthosiphon bracteatus Wight, (1849) = Syncolostemon comosus  (Wight ex Benth.) D.F.Otieno, (2006).
- Orthosiphon bracteosus (Benth.) Baker (1900) = Syncolostemon bracteosus   (Benth.) D.F.Otieno, (2006).
- Orthosiphon brevicaulis Baker, (1885) = Plectranthus brevicaulis   (Baker) Hedge, (1998).
- Orthosiphon breviflorus Vatke, (1881) = Platostoma hildebrandtii   (Vatke) A.J.Paton & Hedge, (1997).
- Orthosiphon buchananii (Baker) M.R.Ashby, (1938) = Orthosiphon schimperi    Benth. (1848).
- Orthosiphon buryi S.Moore, (1907) = Orthosiphon thymiflorus  (Roth) Sleesen, (1959).
- Orthosiphon calaminthoides Baker, (1895) = Orthosiphon thymiflorus  (Roth) Sleesen, (1959).
- Orthosiphon cameronii Baker, (1895) = Ocimum fimbriatum var. fimbriatum
- Orthosiphon canescens Gürke, (1898) = Syncolostemon canescens (Gürke) D.F.Otieno, (2006).
- Orthosiphon capitatus Benth., (1832) = Catoferia capitata (Benth.) Hemsl., (1882).
- Orthosiphon chevalieri Briq., (1914 publ. 1917) = Orthosiphon thymiflorus  (Roth) Sleesen, (1959).
- Orthosiphon cleistocalyx Vatke, (1872). Endostemon tereticaulis (Poir.) M.R.Ashby, J. Bot. 74: 129 (1936).
- Orthosiphon coloratus Vatke, (1881) = Orthosiphon thymiflorus  (Roth) Sleesen, (1959).
- Orthosiphon comosus Wight ex Benth. (1848) = Syncolostemon comosus  (Wight ex Benth.) D.F.Otieno, (2006).
- Orthosiphon comosus Baker, (1895), nom. illeg.  = Ocimum dhofarense  (Sebald) A.J.Paton (1999).
- Orthosiphon debilis Hemsl., (1891) = Heterolamium debile  (Hemsl.) C.Y.Wu, (1965).
- Orthosiphon decipiens N.E.Br. (1910) = Syncolostemon albiflorus  (N.E.Br.) D.F.Otieno, (2006).
- Orthosiphon degasparisianum Buscal. & Muschl., (1913) = Endostemon tereticaulis  (Poir.) M.R.Ashby, (1936).
- Orthosiphon delavayi H.Lév., (1911) Unplaced Name
- Orthosiphon depauperatum A.Terracc., (1892). Unplaced Name
- Orthosiphon diffusus (Benth.) Benth. (1848) = Endostemon viscosus (Roth) M.R.Ashby, (1936).
- Orthosiphon dissimilis N.E.Br., (1906) = Orthosiphon schimperi Benth. (1848).
- Orthosiphon dissitifolius Baker (1900) = Endostemon villosus (Briq.) M.R.Ashby, (1936).
- Orthosiphon ehrenbergii Vatke, (1872) = Orthosiphon pallidus Royle ex Benth., (1833).
- Orthosiphon ellenbeckii Gürke, (1906) = Endostemon kelleri (Briq.) Ryding ex A.J.Paton & Harley, (1994).
- Orthosiphon elliottii Baker (1900) = Syncolostemon elliottii (Baker) D.F.Otieno, (2006).
- Orthosiphon emirnensis Baker, (1885) = Plectranthus emirnensis (Baker) Hedge, (1998).
- Orthosiphon engleri Perkins, (1917) = Hemizygia petrensis (Hiern) Ashby, (1935).
- Orthosiphon foliosus (S.Moore) N.E.Br. (1910) = Syncolostemon foliosus (S.Moore) D.F.Otieno, (2006).
- Orthosiphon gerrardii N.E.Br. (1910) = Syncolostemon gerrardii  (N.E.Br.) D.F.Otieno, (2006).
- Orthosiphon glabratus Benth. (1830) = Orthosiphon thymiflorus  (Roth) Sleesen, (1959).
  - Orthosiphon glabratus var. africanus Benth. (1848) = Orthosiphon thymiflorus  (Roth) Sleesen, (1959).
  - Orthosiphon glabratus var. parviflorus (Benth.) Gamble, (1924) = Orthosiphon thymiflorus  (Roth) Sleesen, (1959).
- Orthosiphon glabrescens Vaniot, (1904) = Isodon lophanthoides var. lophanthoides
- Orthosiphon glutinosus Chiov., (1916) = Endostemon gracilis  (Benth.) M.R.Ashby, (1936).
- Orthosiphon gofensis S.Moore, (1901) = Endostemon tereticaulis  (Poir.) M.R.Ashby, (1936).
- Orthosiphon grandiflorus A.Terracc., (1892). Unplaced Name
- Orthosiphon grandiflorus Bold., (1916), nom. illeg.  = Orthosiphon aristatus var. aristatus
- Orthosiphon helenae Buscal. & Muschl., B(1913) = Endostemon gracilis  (Benth.) M.R.Ashby, J. Bot. 74: 127 (1936).
- Orthosiphon heterochrous Briq., (1894) = Orthosiphon thymiflorus  (Roth) Sleesen, (1959).
- Orthosiphon heterophyllus Gürke, (1898) = Syncolostemon subvelutinus  (Gürke) D.F.Otieno, (2006).
- Orthosiphon hildebrandtii Vatke, (1885) = Plectranthus emirnensis  (Baker) Hedge, (1998).
- Orthosiphon hildebrandtii Baker (1900), nom. illeg.  = Orthosiphon thymiflorus  (Roth) Sleesen, (1959).
- Orthosiphon hispidus Benth. (1848) = Endostemon viscosus  (Roth) M.R.Ashby, (1936).
- Orthosiphon hockii De Wild., (1921) = Endostemon villosus  (Briq.) M.R.Ashby, (1936).
- Orthosiphon holubii N.E.Br. (1910) = Hemizygia petrensis  (Hiern) Ashby, (1935).
- Orthosiphon homblei De Wild., (1921) = Endostemon villosus  (Briq.) M.R.Ashby, (1936).
- Orthosiphon humilis N.E.Br. (1910) = Syncolostemon foliosus  (S.Moore) D.F.Otieno, (2006).
- Orthosiphon incisus A.Chev., (1911 publ. 1912) = Orthosiphon pallidus  Royle ex Benth., (1833).
- Orthosiphon inconcinnus Briq., (1903) = Orthosiphon thymiflorus  (Roth) Sleesen, (1959).
- Orthosiphon inodorus K.D.Koenig ex Hook.f., (1885) = Orthosiphon pallidus  Royle ex Benth., (1833).
- Orthosiphon iodocalyx Briq., (1894) = Orthosiphon thymiflorus  (Roth) Sleesen, (1959).
- Orthosiphon johnstonii Baker (1900) = Orthosiphon parvifolius  Vatke,  (1881).
- Orthosiphon kelleri Briq., (1903) = Endostemon kelleri  (Briq.) Ryding ex A.J.Paton & Harley, (1994).
- Orthosiphon kirkii Baker(1900) = Ocimum obovatum subsp. obovatum
- Orthosiphon labiatus N.E.Br. (1910) = Ocimum labiatum (N.E.Br.) A.J.Paton (1999).
- Orthosiphon lanatus Doan (1936), no Latin descr. Unplaced Name
- Orthosiphon lanceolatus Gürke (1903) = Benguellia lanceolata (Gürke) G.Taylor, (1931).
- Orthosiphon lanceolatus Y.Z.Sun, (1966), nom. illeg. ) = Orthosiphon rubicundus var. hainanensis Y.Z.Sun ex C.Y.Wu, (1965).
- Orthosiphon latidens N.E.Br. (1910) = Syncolostemon latidens (N.E.Br.) Codd, (1976).
- Orthosiphon laurentii De Wild., (1920) = Hemizygia laurentii (De Wild.) Ashby, (1935).
- Orthosiphon liebrechtsiauum Briq., (1899) = Orthosiphon thymiflorus  (Roth) Sleesen, (1959).
- Orthosiphon linearis Benth., (1878) = Syncolostemon linearis (Benth.) D.F.Otieno, (2006).
- Orthosiphon longipes Baker (1900) = Orthosiphon thymiflorus  (Roth) Sleesen, (1959).
- Orthosiphon macranthus Gürke, (1898) = Syncolostemon macranthus (Gürke) Ashby, (1935).
- Orthosiphon macrocheilus M.R.Ashby, (1938) = Orthosiphon pallidus Royle ex Benth., (1833).
- Orthosiphon macrophyllus (Gürke) N.E.Br. (1910) = Syncolostemon macrophyllus Gürke, (1898).
- Orthosiphon mairei H.Lév., (1913) = Orthosiphon wulfenioides var. wulfenioides
- Orthosiphon malosanus Baker (1900) = Endostemon villosus (Briq.) M.R.Ashby, 1936).
- Orthosiphon marmoritis (Hance) Dunn, (1913) = Orthosiphon thymiflorus  (Roth) Sleesen, (1959).
- Orthosiphon marquesii Briq., (1898) = Syncolostemon welwitschii (Rolfe) D.F.Otieno, (2006).
- Orthosiphon menthifolius Briq., (1894) = Endostemon membranaceus (Benth.) Ayob. ex A.J.Paton & Harley, (1994).
- Orthosiphon merkeri Gürke, (1905) = Orthosiphon thymiflorus  (Roth) Sleesen, (1959).
- Orthosiphon messinensis R.D.Good, (1925) = Syncolostemon elliottii (Baker) D.F.Otieno, (2006).
- Orthosiphon minimiflorus Chiov., (1922 publ. 1923). Unplaced Name
- Orthosiphon mollis Baker, (1895) = Orthosiphon thymiflorus  (Roth) Sleesen, (1959).
- Orthosiphon mombasicus Baker (1900) = Orthosiphon thymiflorus  (Roth) Sleesen, (1959).
- Orthosiphon mossianus R.D.Good, (1925) = Hemizygia petrensis (Hiern) Ashby, (1935).
- Orthosiphon muddii N.E.Br. (1910) = Syncolostemon transvaalensis (Schltr.) D.F.Otieno, (2006).
- Orthosiphon natalensis Gürke, (1898) = Syncolostemon pretoriae (Gürke) D.F.Otieno, (2006).
- Orthosiphon neglectus Briq., (1903) = Orthosiphon thymiflorus  (Roth) Sleesen, (1959).
- Orthosiphon nyasicus Baker (1900) = Plectranthus masukensis var. masukensis
- Orthosiphon obbiadensis Chiov., (1929) = Endostemon obbiadensis (Chiov.) M.R.Ashby, (1936).
- Orthosiphon oblongifolius Lanza, (1939) = Ocimum obovatum subsp. obovatum
- Orthosiphon obscurus Briq., (1903) = Endostemon villosus (Briq.) M.R.Ashby, (1936).
- Orthosiphon ornatus (S.Moore) R.D.Good, (1931) = Syncolostemon ornatus (S.Moore) D.F.Otieno, (2006).
- Orthosiphon pascuensis G.Taylor, (1931) = Orthosiphon rubicundus var. rubicundus
- Orthosiphon persimilis N.E.Br. (1910) = Syncolostemon persimilis (N.E.Br.) D.F.Otieno, (2006).
- Orthosiphon petiolaris Miq., (1858) = Orthosiphon thymiflorus  (Roth) Sleesen, (1959).
- Orthosiphon petrensis Hiern, (1900) = Hemizygia petrensis (Hiern) Ashby, (1935).
- Orthosiphon physocalycinus A.Rich., (1850) = Hoslundia opposita Vahl, Enum. (1804).
- Orthosiphon pretoriae Gürke, (1898) = Syncolostemon pretoriae (Gürke) D.F.Otieno, (2006).
- Orthosiphon pseudornatus R.D.Good, (1931) = Syncolostemon welwitschii (Rolfe) D.F.Otieno, (2006).
- Orthosiphon pseudorubicundus Lingelsh. & Borza, (1914) = Orthosiphon wulfenioides var. wulfenioides
- Orthosiphon pseudoserratus M.R.Ashby, (1938) = Ocimum pseudoserratum (M.R.Ashby) A.J.Paton (1999).
- Orthosiphon rabaiensis S.Moore, (1906) = Orthosiphon thymiflorus  (Roth) Sleesen, (1959).
- Orthosiphon rabaiensis var. parvifolia S.Moore, (1906) = Orthosiphon thymiflorus  (Roth) Sleesen, (1959).
- Orthosiphon reflexus (Ehrenb. ex Schweinf.) Vatke, (1881) = Orthosiphon pallidus  Royle ex Benth., (1833).
- Orthosiphon rehmannii Gürke, (1898) = Syncolostemon rehmannii  (Gürke) D.F.Otieno, (2006).
- Orthosiphon retinervis Briq., (1894) = Endostemon membranaceus  (Benth.) Ayob. ex A.J.Paton & Harley, (1994).
- Orthosiphon rhodesianus S.Moore, (1905) = Syncolostemon bracteosus  (Benth.) D.F.Otieno, (2006).
- Orthosiphon rogersii N.E.Br. (1910) = Syncolostemon persimilis  (N.E.Br.) D.F.Otieno, (2006).
- Orthosiphon roseus Briq., (1894) = Orthosiphon thymiflorus  (Roth) Sleesen, (1959).
  - Orthosiphon rubicundus var. canescens Benth. (1830) = Orthosiphon rubicundus var. rubicundus
  - Orthosiphon rubicundus var. hohenackeri Hook.f., (1885) = Orthosiphon rubicundus var. rubicundus
  - Orthosiphon rubicundus var. macrocarpus Prain, (1897) = Orthosiphon rubicundus var. rubicundus
  - Orthosiphon rubicundus var. mollissimus Benth. (1830) = Orthosiphon rubicundus var. rubicundus
  - Orthosiphon rubicundus var. rigidus Benth. (1830) = Orthosiphon rubicundus var. rubicundus
- Orthosiphon rufinervis G.Taylor, (1931) = Orthosiphon rubicundus var. rubicundus
- Orthosiphon salagensis Baker (1900) = Orthosiphon rubicundus var. rubicundus
- Orthosiphon scabridus Briq., (1894) = Endostemon membranaceus (Benth.) Ayob. ex A.J.Paton & Harley, (1994).
- Orthosiphon schinzianus Briq., (1895) = Syncolostemon bracteosus (Benth.) D.F.Otieno, (2006).
- Orthosiphon secundiflorus Baker, (1885) = Plectranthus secundiflorus (Baker) Hedge, (1998).
- Orthosiphon serratus Schltr., (1897) = Ocimum serratum (Schltr.) A.J.Paton (1999).
- Orthosiphon shirensis Baker (1900) = Orthosiphon schimperi Benth. (1848).
- Orthosiphon silvicola Gürke, (1908) = Orthosiphon thymiflorus  (Roth) Sleesen, (1959).
- Orthosiphon sinensis Hemsl., (1891) = Orthosiphon thymiflorus  (Roth) Sleesen, (1959).
- Orthosiphon somalensis Vatke, (1881) = Orthosiphon thymiflorus  (Roth) Sleesen, (1959).
- Orthosiphon spicatus (Thunb.) Backer, (1950), nom. illeg.  = Orthosiphon aristatus var. aristatus
- Orthosiphon spicatus Benth. (1848) = Catoferia spicata (Benth.) Benth., (1877).
- Orthosiphon spiralis (Lour.) Merr., (1925) = Orthosiphon aristatus var. aristatus
- Orthosiphon stamineus Benth. (1830) = Orthosiphon aristatus var. aristatus.
- Orthosiphon stenophyllus Gürke, (1898). Syncolostemon stenophyllus (Gürke) D.F.Otieno, (2006).
- Orthosiphon stuhlmannii Gürke (1895) = Orthosiphon thymiflorus  (Roth) Sleesen, (1959).
- Orthosiphon subvelutinus Gürke, (1898) = Syncolostemon subvelutinus (Gürke) D.F.Otieno, (2006).
- Orthosiphon suffrutescens (Schumach.) J.K.Morton, (1962) = Orthosiphon thymiflorus (Roth) Sleesen, (1959).
- Orthosiphon tagawae Murata, (1970) =  Orthosiphon aristatus var. aristatus
- Orthosiphon tenuiflorus Benth. (1848) = Endostemon tenuiflorus (Benth.) M.R.Ashby, (1936).
- Orthosiphon tenuifrons Briq., (1914 publ. 1917) = Orthosiphon thymiflorus  (Roth) Sleesen, (1959).
- Orthosiphon teucriifolius (Hochst.) N.E.Br. (1910) = Syncolostemon teucriifolius (Hochst.) D.F.Otieno, (2006).
- Orthosiphon thorncroftii N.E.Br. (1910) = Syncolostemon thorncroftii (N.E.Br.) D.F.Otieno, (2006).
- Orthosiphon thymiflorus var. viscosus (Benth.) Sleesen, (1959) = Orthosiphon thymiflorus  (Roth) Sleesen, (1959).
- Orthosiphon tomentosus Benth. (1830) = Endostemon viscosus (Roth) M.R.Ashby, (1936).
- Orthosiphon tomentosus De Wild., (1921), nom. illeg.  = Endostemon villosus (Briq.) M.R.Ashby, (1936).
  - Orthosiphon tomentosus var. glabratus (Benth.) Hook.f., (1885) = Orthosiphon thymiflorus  (Roth) Sleesen, (1959).
  - Orthosiphon tomentosus var. parviflorus Benth. (1848) = Orthosiphon thymiflorus  (Roth) Sleesen, (1959).
  - Orthosiphon tomentosus var. rubiginosus C.B.Clarke ex Hook.f., (1885) = Orthosiphon thymiflorus  (Roth) Sleesen, (1959).
  - Orthosiphon tomentosus var. viscosus (Benth.) Hook.f., (1885) = Orthosiphon thymiflorus  (Roth) Sleesen, (1959).
- Orthosiphon transvaalensis Schltr., (1897) = Syncolostemon transvaalensis (Schltr.) D.F.Otieno, (2006).
- Orthosiphon tristis Benth., (1830) = Endostemon viscosus (Roth) M.R.Ashby, (1936).
- Orthosiphon tuberosus Briq., (1894) = Fuerstia rigida (Benth.) A.J.Paton, (1995).
- Orthosiphon tubiformis R.D.Good, (1925) = Ocimum tubiforme (R.D.Good) A.J.Paton (1999).
- Orthosiphon tubulascens Briq., (1894) = Endostemon tubulascens (Briq.) M.R.Ashby, (1936).
- Orthosiphon unyikensis Gürke, (1901) = Endostemon villosus (Briq.) M.R.Ashby, (1936).
- Orthosiphon usambarensis Gürke, (1894) = Orthosiphon thymiflorus  (Roth) Sleesen, (1959).
- Orthosiphon varians N.E.Br. (1910) ) = Hemizygia petrensis (Hiern) Ashby, (1935).
- Orthosiphon velteri Doan (1936), no latin descr.  = Orthosiphon aristatus var. aristatus
- Orthosiphon viatorum S.Moore, (1903) = Orthosiphon thymiflorus  (Roth) Sleesen, (1959).
- Orthosiphon villosus Briq., (1894) = Endostemon villosus (Briq.) M.R.Ashby, (1936).
- Orthosiphon virgatus (D.Don) Benth. (1830) = Orthosiphon rubicundus var. rubicundus
- Orthosiphon viscosus Benth. (1830) = Orthosiphon thymiflorus  (Roth) Sleesen, (1959).
- Orthosiphon wakefieldii Baker (1900) = Endostemon wakefieldii (Baker) M.R.Ashby, (1936).
- Orthosiphon welwitschii Rolfe, (1893) = Syncolostemon welwitschii (Rolfe) D.F.Otieno, (2006).
- Orthosiphon wilmsii Gürke, (1898) = Orthosiphon thymiflorus  (Roth) Sleesen, (1959).
- Orthosiphon woodii Gürke, (1898) = Syncolostemon teucriifolius (Hochst.) D.F.Otieno, (2006).
- Orthosiphon xylorrhizus Briq., (1914 publ. 1917) = Orthosiphon rubicundus var. rubicundus